# Iwan Skworcow-Stiepanow

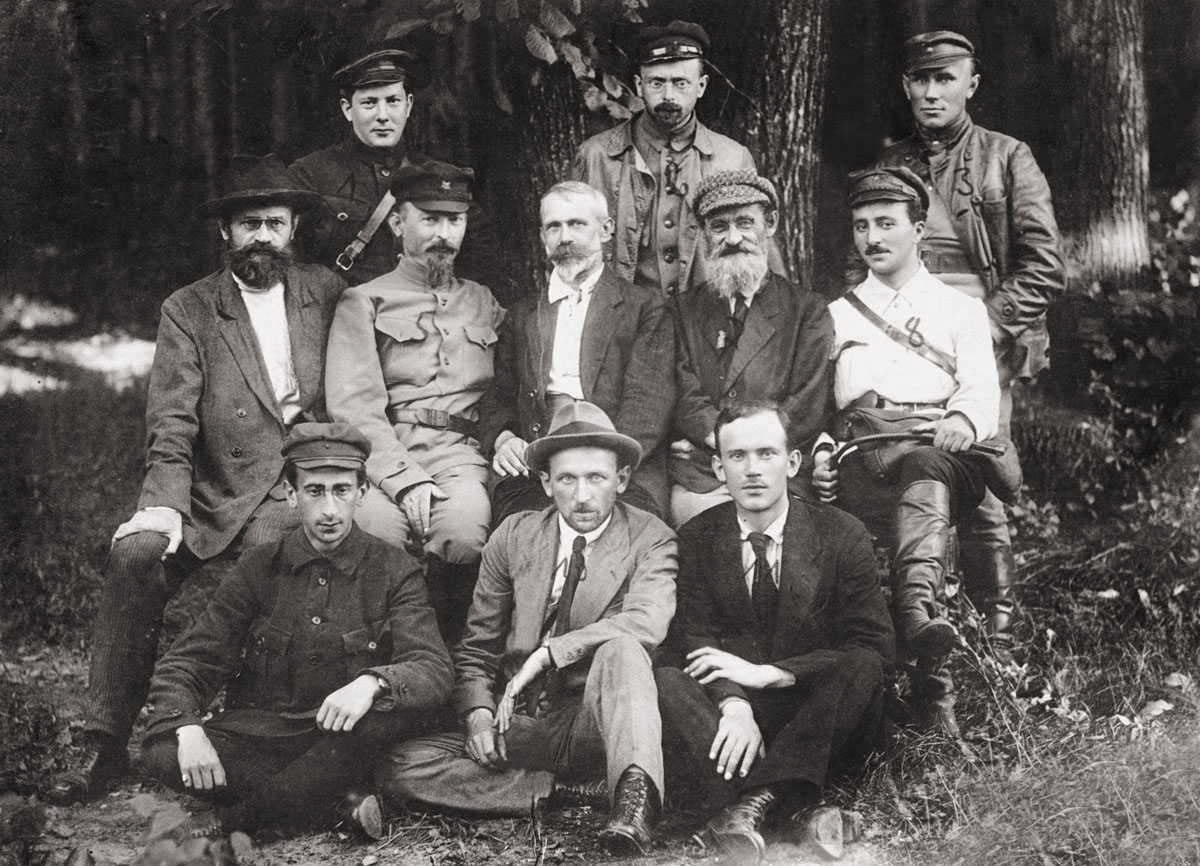
Iwan Skworcow-Stiepanow z innymi członkami Polrewkomu (w środkowym rzędzie siedzi pierwszy z lewej) 1920

Iwan Skworcow-Stiepanow (ros. Иван Иванович Скворцов-Степанов, pseudonim I. Stiepanow, ur. 24 lutego?/8 marca 1870 we wsi Malcewo-Brodowo w ujeździe bogorodzkim guberni moskiewskiej, zm. 8 października 1928 w Soczi) – rosyjski działacz socjaldemokratyczny i komunistyczny. W latach 1921–1925 członek Centralnej Komisji Rewizyjnej RKP(b), 1925–1928 członek Komitetu Centralnego WKP(b).
W czasie wojny polsko-bolszewickiej w 1920 komisarz Tymczasowego Komitetu Rewolucyjnego Polski (Polrewkom) w Białymstoku. Redaktor naczelny „Izwiestii” w 1917, redaktor odpowiedzialny „Izwiestii” w latach 1925–1927. Od 31 grudnia 1925 członek KC WKP(b), zastępca redaktora naczelnego „Prawdy”, dyrektor Instytutu Lenina przy KC WKP(b) w Moskwie. Poparł Stalina w jego walce o władzę w partii bolszewickiej po śmierci Lenina.